# Della Rovere

Wapen van de familie Della Rovere

De familie Della Rovere is een Italiaanse familie, uit Ligurië, die oorspronkelijk van lagere komaf was, hoewel ze beweerde familie te zijn van de graven van Vinovo. Hun naam betekent zoiets als 'van Eyck' in het Nederlands, wat de eikenbladeren in het wapen verklaart. In de vijftiende en zestiende eeuw groeide de macht van de Della Roveres gestaag. Deze familie heeft twee pausen geleverd:
- Sixtus IV (1471-1484), Francesco della Rovere (1414-1484)
- Julius II (1503-1513), Giuliano della Rovere (1443-1513)

Beiden zijn onlosmakelijk verbonden met de bouw en de versiering van de Sixtijnse Kapel. Zo is deze familie de geschiedenis in gegaan als beschermer van de kunsten. Tevens worden beide pausen door Machiavelli genoemd in zijn boek De vorst. Julius II wordt met name geroemd om zijn politiek optreden.
Na de heerschappij van deze pausen nam de macht van de familie nog verder toe, met als hoogtepunt een redelijk stabiele machtsbasis als hertog van Urbino, evenals een wisselende macht in Toscane.

## Stamboom van het geslacht Della Rovere
De (zeer vereenvoudigde) stamboom van de 'pauselijke tak' van de familie Della Rovere ziet er als volgt uit:
1. Leonardo (ook wel Beltramo), uit Savona
  1. Francesco della Rovere (1414-1484), paus Sixtus IV.
  2. Raffaelo della Rovere
    1. Leonardo della Rovere,  22 februari 1472 prefect van Rome, 30 maart 1472 hertog van Sora ∞ Giovanna d'Aragonia van Napels
    2. Giuliano della Rovere, (1443-1513), paus Julius II
    3. Giovanni della Rovere († 1501), heer van Sinigaglia ∞ Giovanna da Montefeltro, dochter van Federico da Montefeltro,  hertog van Urbino.
      1. Francesco Maria I della Rovere (1490 - 20 oktober 1538) hertog van Urbino 1508 ∞ Eleonora Gonzaga († 1570), dochter van markgraaf Francesco II Gonzaga van Mantua
        1. Guidobaldo II della Rovere (1517 - 1574 hertog van Urbino ∞ 1) 1534 Giulia Varano († 17 februari 1547, hertogin van Camerino 1527-1539, ∞ 2) Vittoria Farnese, dochter van hertog Pier Luigi Farnese van Parma
          1. Francesco Maria II della Rovere (20 februari 1549 - 28 april 1631. Hij neemt de troon in 1574 over, doet op 14 mei 1621 troonsafstand, herneemt de macht weer op 28 juni 1623, staat deze weer af op 20 december 1623 aan de paus, die het bij de pauselijke gebieden inlijft ∞ 1) 19 januari 1570 Lucrezia d'Este (16 december 1535 - 12 februari 1598), scheidt in 1576∞ 2)(1599) Livia della Rovere zijn nichtje.
            1. Federico Ubaldo della Rovere (1605-1625) vorst van Urbino ∞ 1621 Claudia de' Medici (1604-1648), dochter van groothertog Ferdinand I van Toscane
              1. Vittoria della Rovere (7 februari 1622 - 6 maart 1694) ∞ 1634 groothertog Ferdinand II van Toscane, die in 1644 Urbino inneemt.

        2. Giulio della Rovere (overleden 1578), kardinaal
          1. Ippolito della Rovere (buitenechtelijk) (overleden 1620), markgraaf van San Lorenzo
            1. Livia della Rovere ∞ Francesco Maria II della Rovere, Hertog van Urbino
            2. Giulio della Rovere († 1636)

        3. Giulia della Rovere (overleden 4 april 1563) ∞ januari 1549 Alfonso d'Este (10 maart 1527 - 1 november 1587) markgraaf van Montecchio.

## Fotogalerij

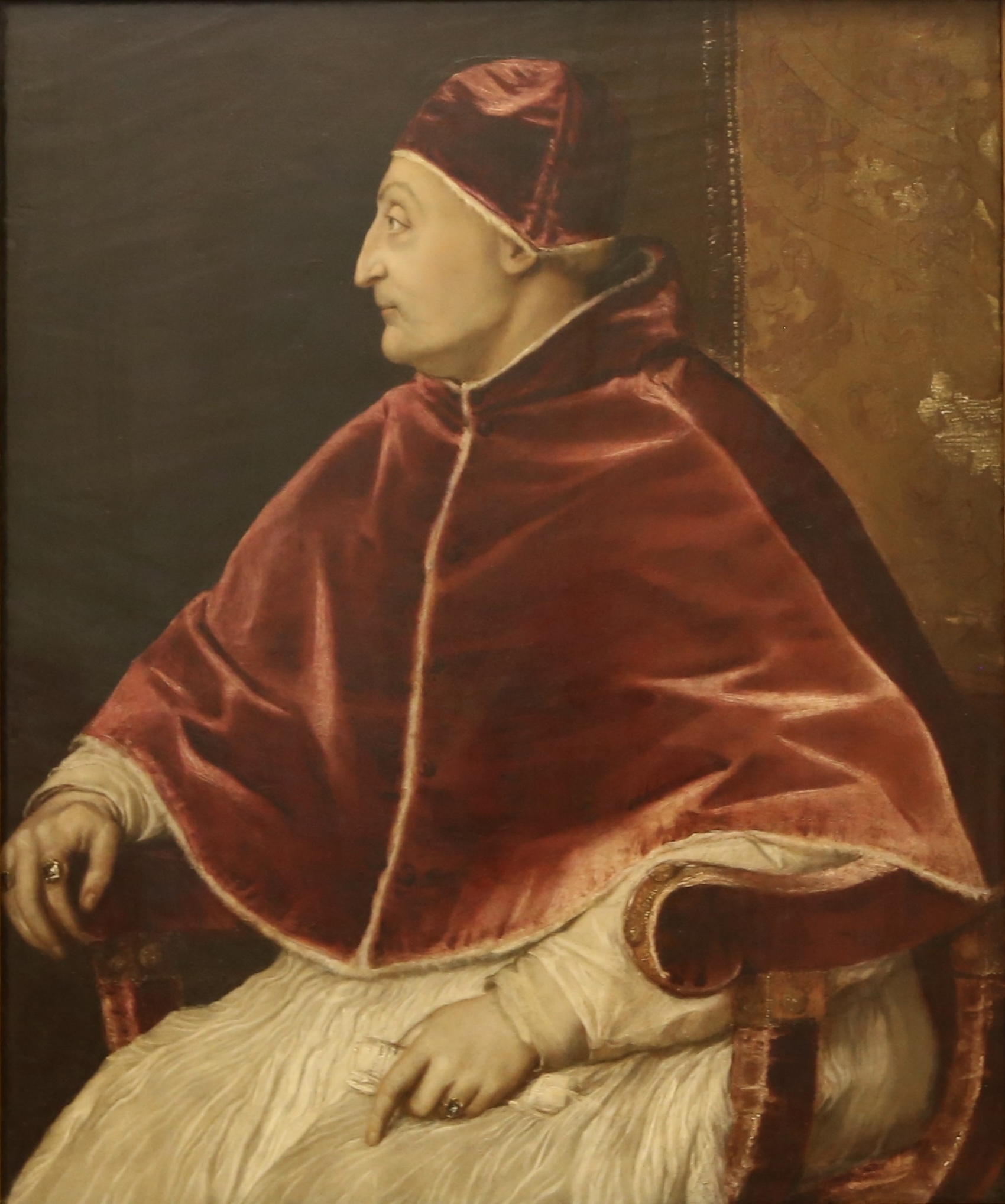
Francesco della Rovere, later Sixtus IV
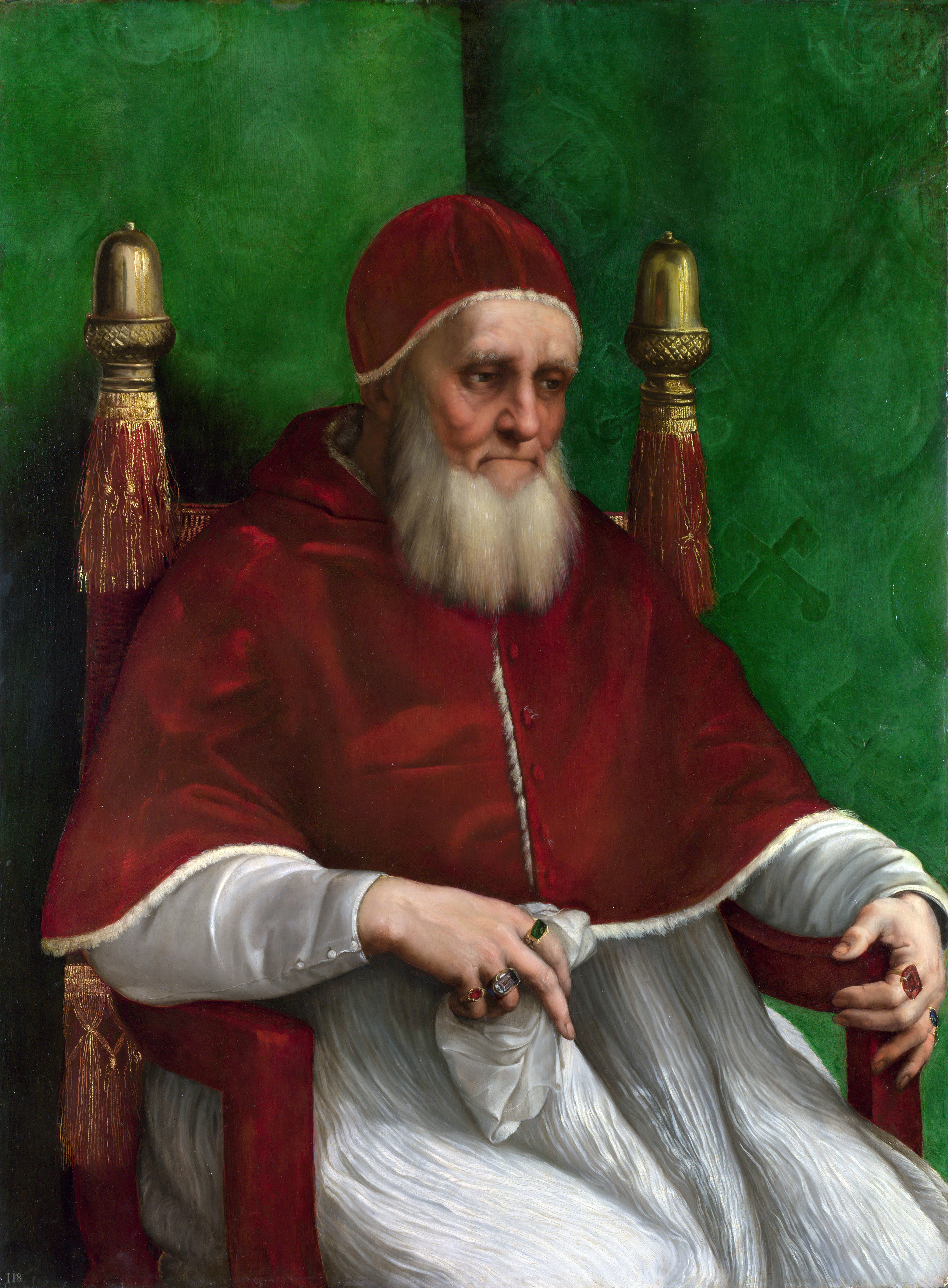
Giuliano della Rovere, later Julius II
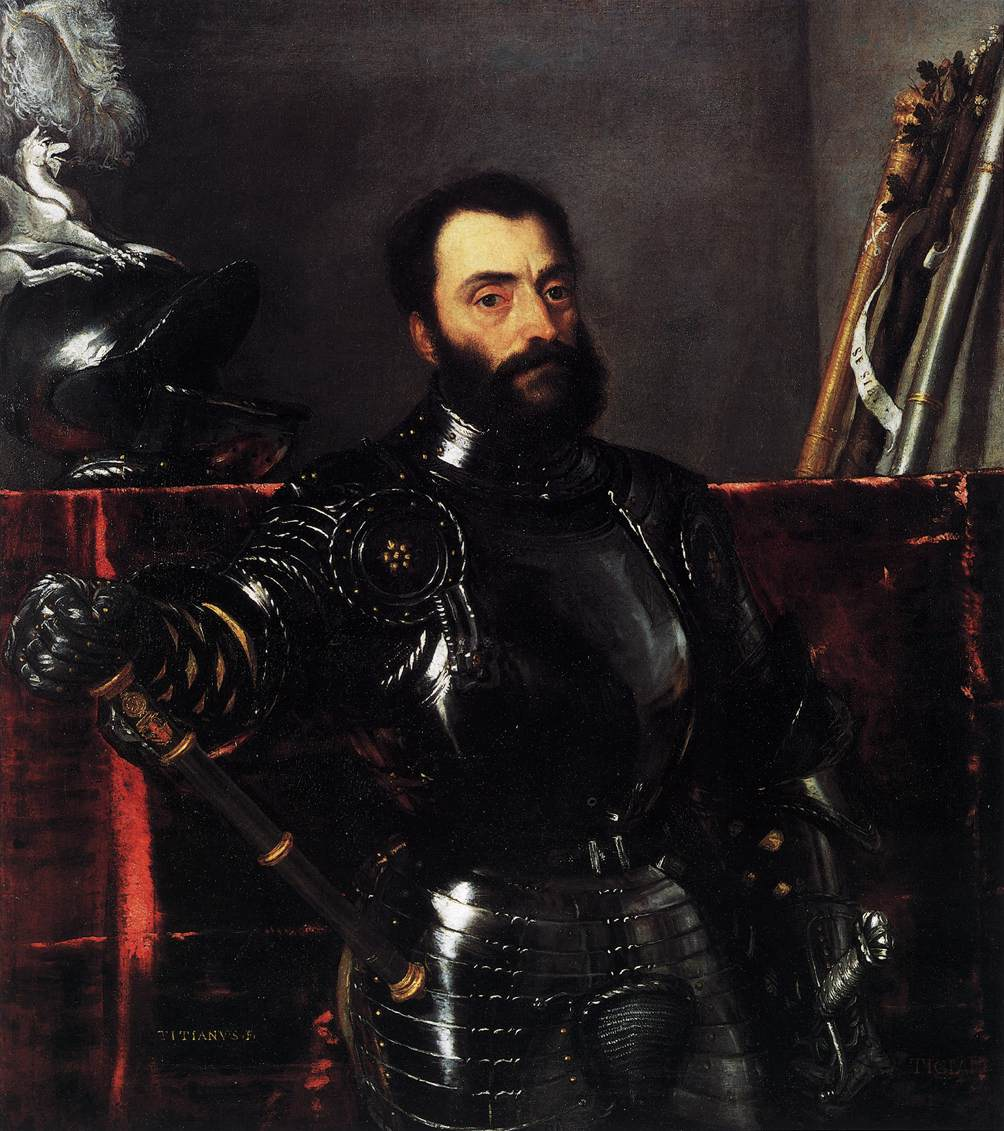
Francesco Maria I della Rovere
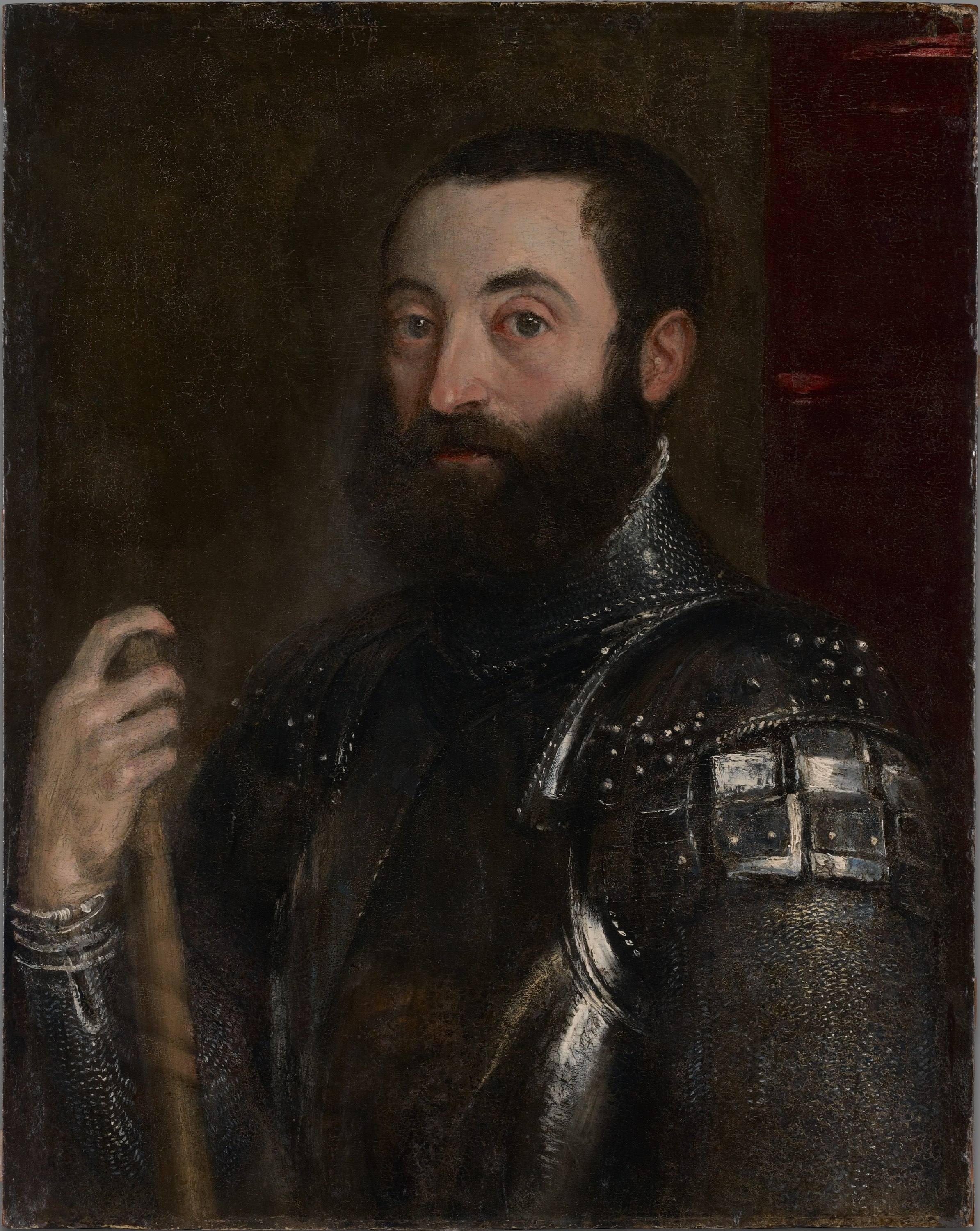
Guidobaldo II della Rovere
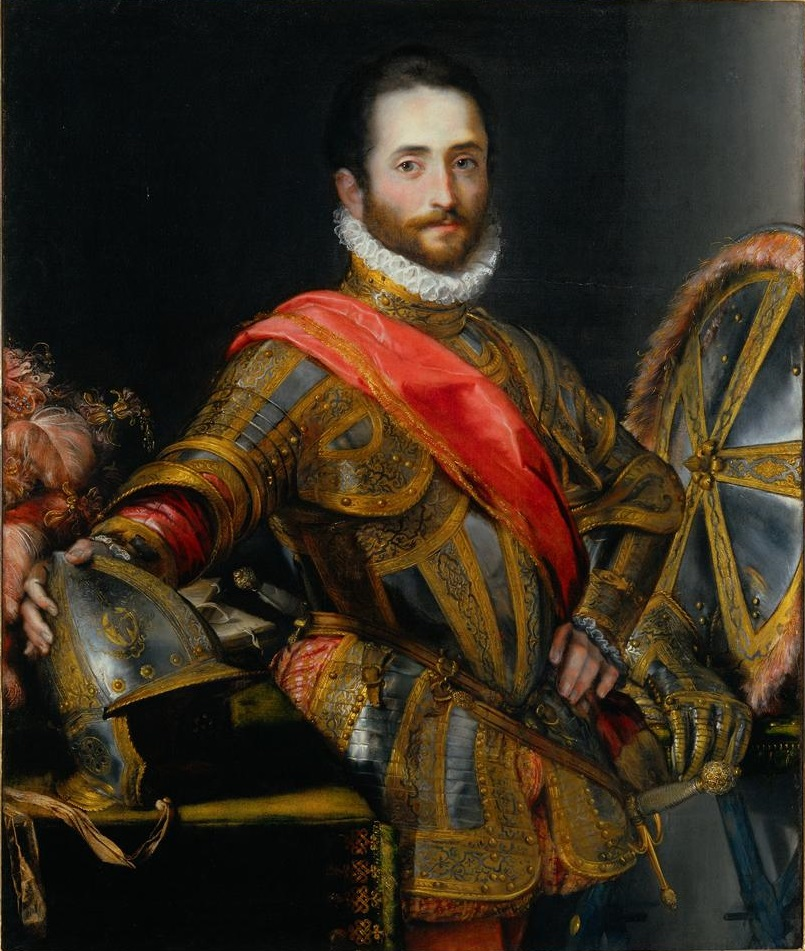
Francesco Maria II della Rovere
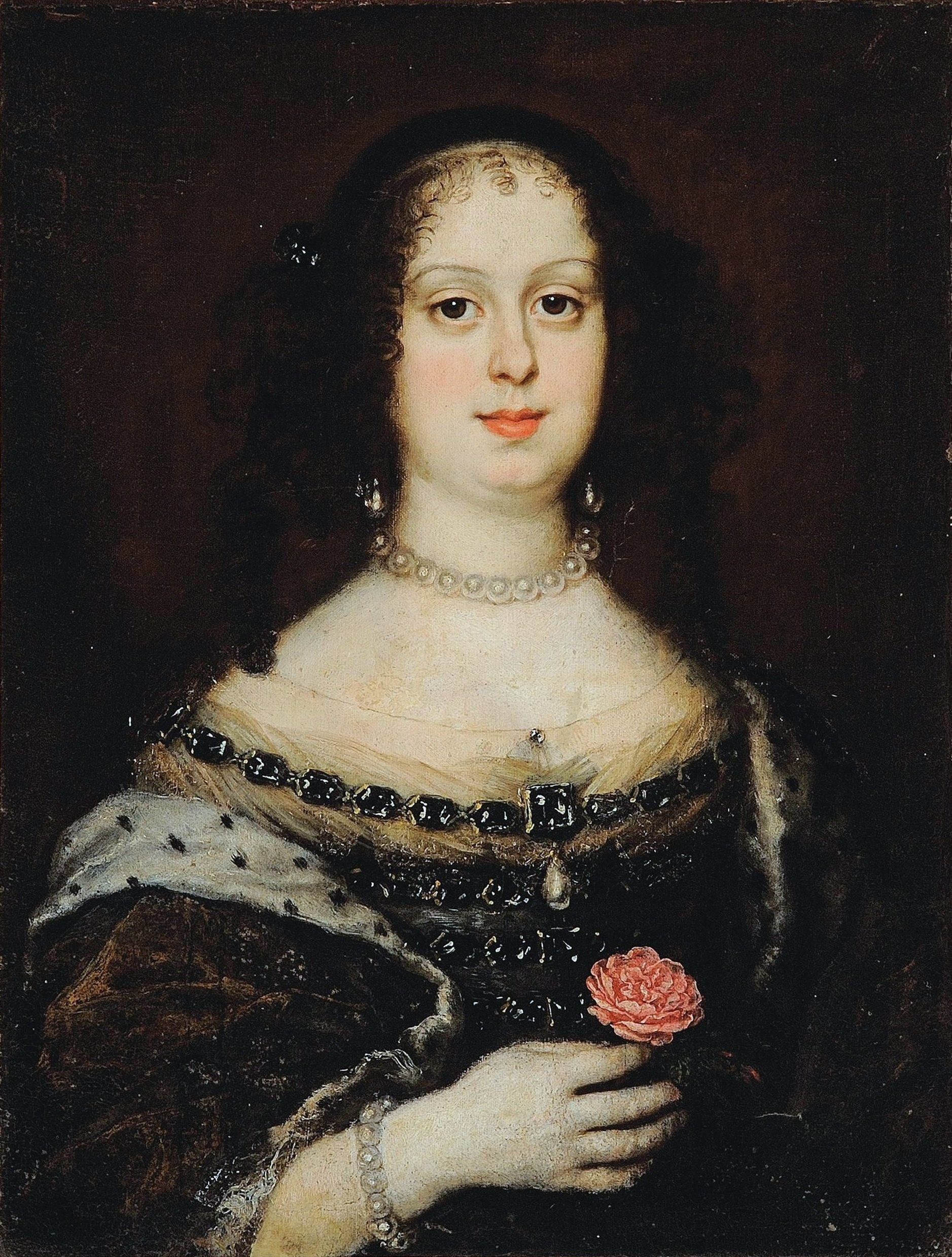
Vittoria della Rovere

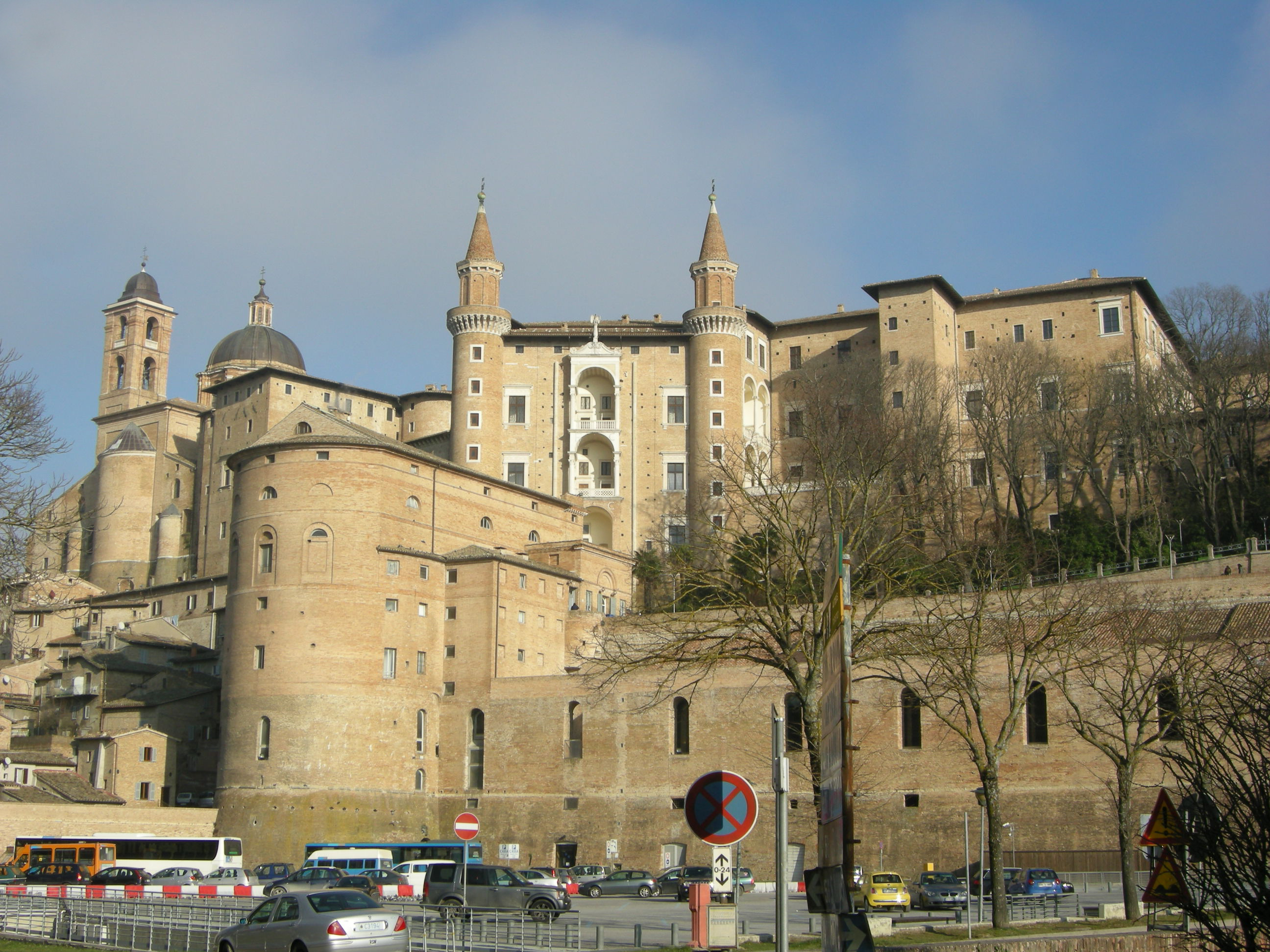
Palazzo Ducale, Urbino
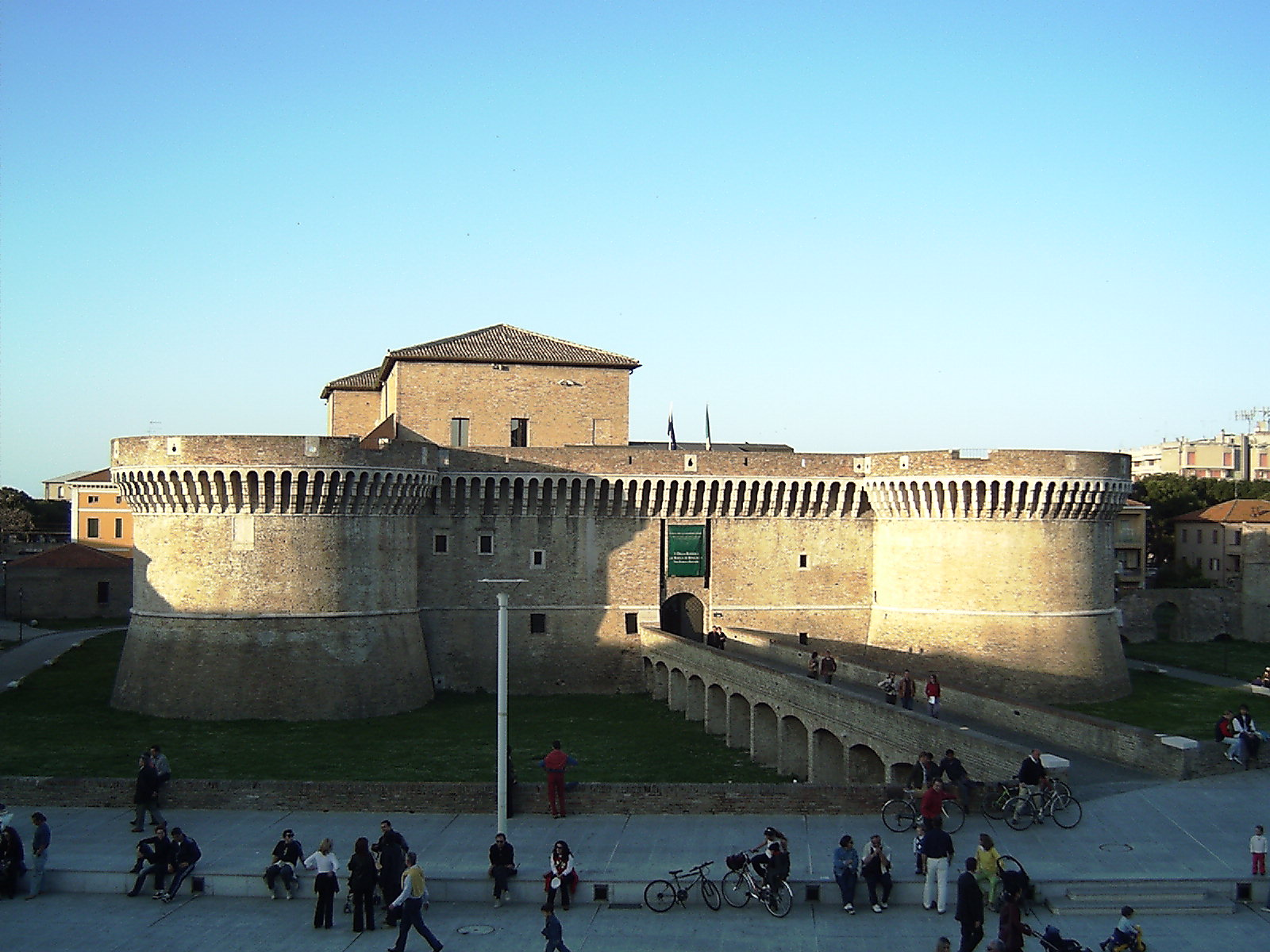
Rocca Della Rovere in Senigallia
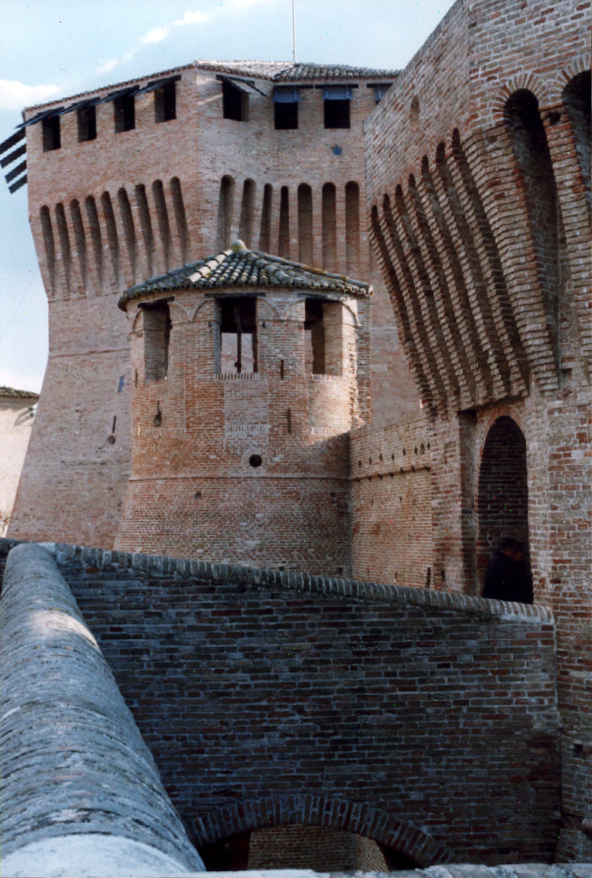
Rocca Roveresca in Mondavio
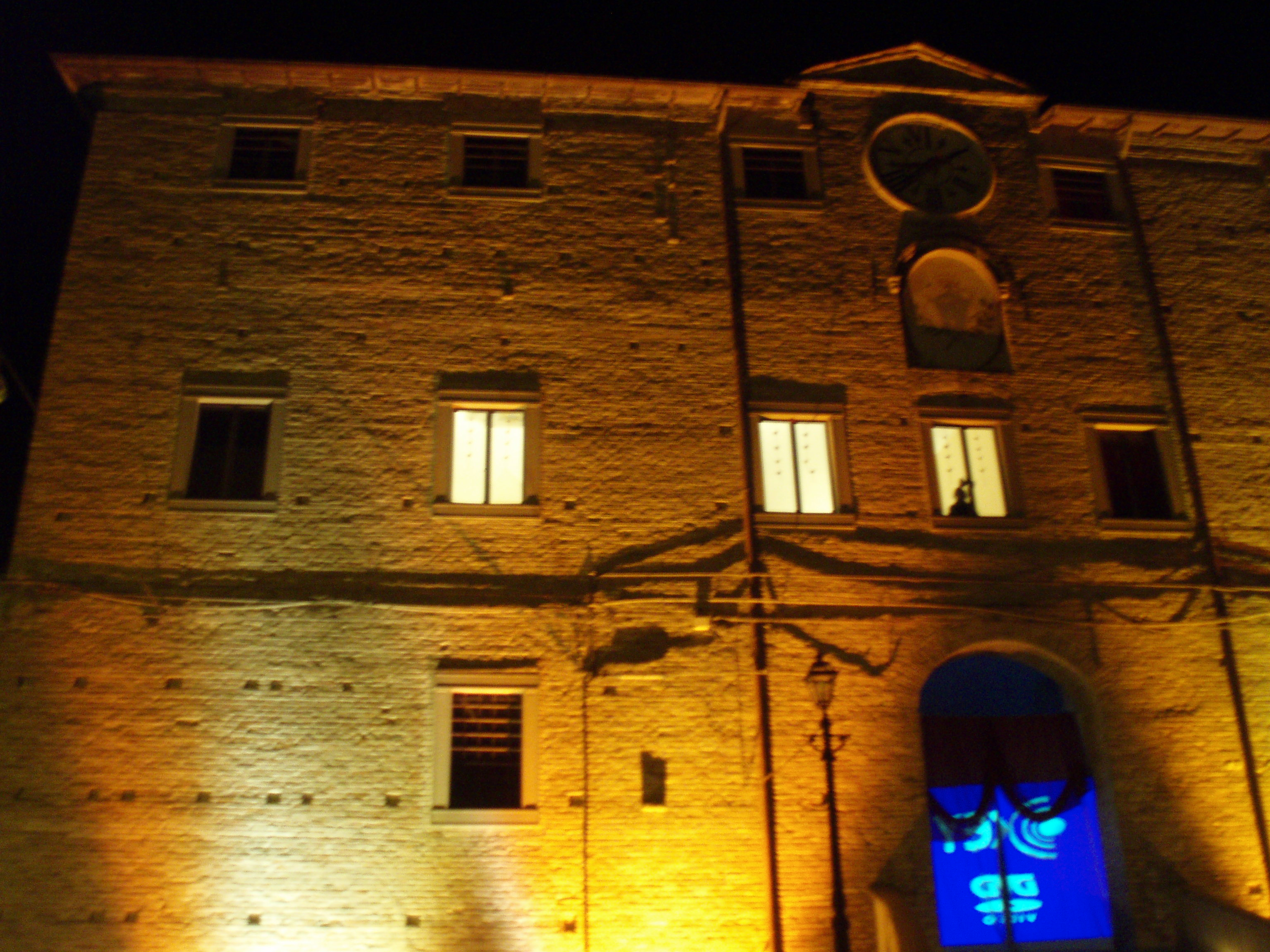
Palazzo Della Rovere in San Lorenzo in Campo
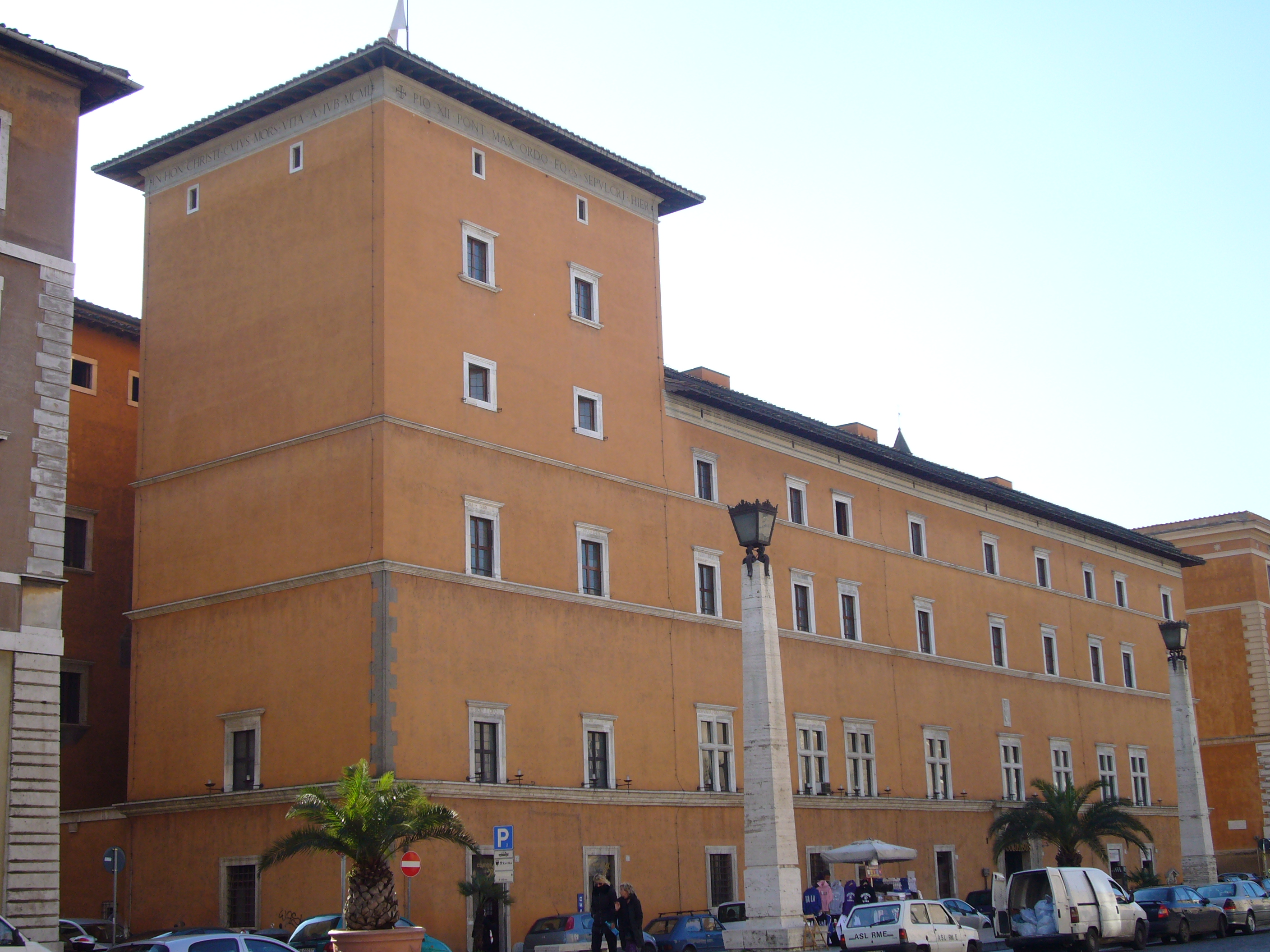
Palazzo Della Rovere in Rome